# Sevi Nicànor
Sevi Nicànor (en llatí Saevius Nicànor) va ser un gramàtic romà mencionat per Suetoni que diu que va ser el primer gramàtic que va adquirir reputació entre els romans mitjançant l'ensenyament.
Va ser autor d'uns comentaris, la major part dels quals van ser suprimits (intercepta dicitur) i alguna sàtira, on declara ser un llibert i que portava dos cognoms: "Saevius Nicànor, Marci libertus, negabit, Saevius Postumius idem, at Marcus docebit". Suetoni diu que es va retirar a Sardenya a conseqüència d'alguns informes que l'afectaven, on va morir.